# Свинурка
Свинурка — река в России, протекает по Ростовской области. Устье реки находится в 0,6 км по левому берегу балки Попасная. Длина реки составляет 12 км, площадь водосборного бассейна 92,5 км².

## Данные водного реестра
По данным государственного водного реестра России относится к Донскому бассейновому округу, водохозяйственный участок реки — Калитва, речной подбассейн реки — Северский Донец (российская часть бассейна). Речной бассейн реки — Дон (российская часть бассейна).